# Xavier Miserachs

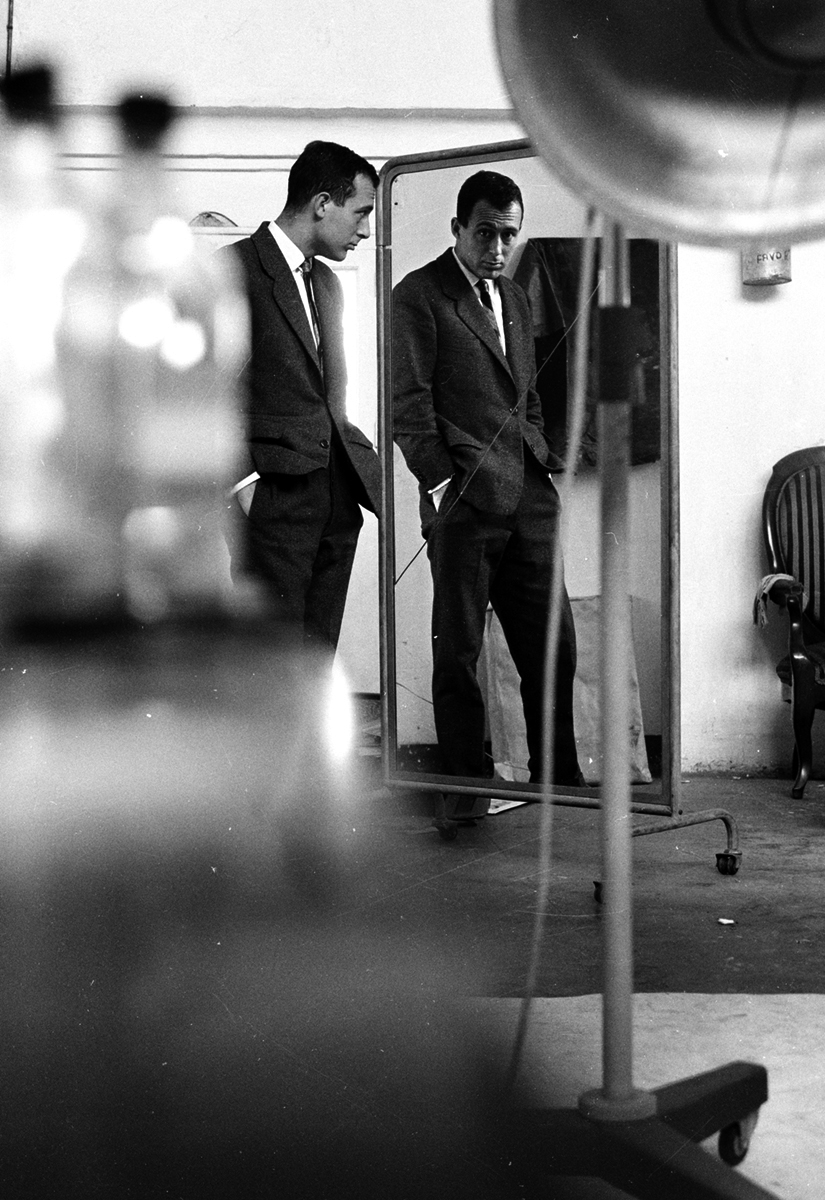
Xavier Miserachs

Xavier Miserachs i Ribalta (* 12. Juli 1937 in Barcelona, Spanien; † 14. August 1998 in Badalona, Comarca Barcelona, Spanien) war ein spanischer Fotograf.

## Leben
Miserachs war der Sohn eines Hämatologen und einer Bibliothekarin. Er brach sein Medizinstudium ab, um sich der Fotografie zu widmen. Seit 1957 stellte er zum ersten Male zusammen mit anderen Fotografen aus. Nachdem er seinen Wehrdienst abgeleistet hatte, machte er sich mit einem Fotostudio in seiner Heimatstadt selbstständig. Neben Aufträgen für Dritte begann er mit eigenen Editionen wie Barcelona. Blanco y Negro, in welchem er mit 400 Fotografien den wirtschaftlichen Aufschwung in Barcelona zeigte oder mit dem Buch Costa Brava Show.
In den 1960er Jahren arbeitete Miserachs auch als Reporter für Wochenzeitschriften wie Actualidad Española oder Revista Triunfo und schrieb Fotoreportagen für Zeitungen und Zeitschriften wie La Vanguardia (Barcelona), Gaceta Ilustrada, Interviú, die spanische Ausgabe von Harper’s Bazaar oder Magazin. Weitere Reportagen betrafen unter anderem den Mai 1968 in Frankreich, das London der Beatles oder den Prager Frühling des Jahres 1968. Reisen führten ihn auch nach Nordamerika, Nord-, Ost- und Westafrika und Südostasien.
Miserachs wirkte bei der Gründung der Kunstschule Escola Eina, wo er einer der ersten Professoren für Fotografie wurde. 1997 schrieb er seine Memoiren Hojas de contacto/Fulls de contacte.
Miserachs starb im Krankenhaus in Badalona an Lungenkrebs. Seine Töchter überließen 2011 dem Museu d’Art Contemporani de Barcelona (MACBA) sein Archiv mit mehr als 80.000 Negativen und Diapositiven für einen verlängerbaren Zeitraum von 25 Jahren als Leihgabe.

## Ehrungen und Auszeichnungen
- 1997: Premio Gaziel für seine Memoiren Fulls de contacte.
- 1998: Creu-de-Sant-Jordi-Preis der Generalitat de Catalunya.

## Ausstellungen
- 1992: I segundo y 25 centésimos. Retrospektive. Fundación la Caixa, Barcelona
- 2000: Xavier Miserachs, un lujo periodistico. Colegio de Periodistas de Cataluña, Barcelona
- 2006: Barcelona, Blanco y Negro. Galerie Josef Sudek, Prag, Tschechische Republik

## Veröffentlichungen
- Text Josep Maria Espinas: Barcelona, blanc i negre/Barcelona, blanc y negro. Editorial Aymà, 1964.
- Texte von Manuael Vázquez, Peter Coughtry: Costa Brava Show. Editorial Kairós, 1966.
- Text Salvador Pániker: Conservaciones en Catalunya. Editorial Kairós, 1966.
- Mario Vargas Llosa: Los cachorros. Editorial Lumen, 1967.
  - deutsch, neu übersetzt von Susanne Lange: Die jungen Hunde: Erzählung. Suhrkamp, Berlin 2011, ISBN 978-3-518-42271-7.[1]
- Text Antonio Bonet Correa: El arte prerománico asturiano. Editorial Poligrafa, Barcelona 1967.
- Text Salvador Pániker: Conversaciones en Madrid. Editorial Kairós, 1969.
- Text Antonio Bonet Correa: Andalucia barroca - Arquitectura y urbanismo. Editorial Poligrafa, Barcelona 1978, ISBN 84-343-0274-8.
  - deutsch: Barock in Andalusien. Schuler, Herrsching 1982, ISBN 3-7796-5193-9.
- Text Carlos Barral: Catalunya des del mar. Pel car de fora. Edicions 62, Barcelona 1982, ISBN 84-297-1917-2.
- Text Ramon Pla i Arxé: El Gran Teatre del Liceu a Sevilla. L'Avenç, Barcelona 1992.
- Text Antoni Puigverd: L'Empordà: llibre de maravelles. Edicions 62, Barcelona 1997
- Memoiren des Fotografen: Fulls de contactes: Memories. (Kontaktabzüge). Edicions 62, Barcelona 1997, ISBN 84-297-4366-9.
- Criterio fotográfico. Editorial Omega 1998.

## Filmarbeiten
Miserachs war bei einigen Undergroundfilmen seiner Freunde Enrique Vila-Matas, Emma Cohen und Jordì Cardena als Kameramann tätig. Er führte Regie und produzierte seinen eigenen Kurzfilm Amén historieta muda. 1966 fertigte er die Film Stills für den Film von Manuel Summers Juguetes rotos.